# Futbolniy Klub Spartak (Shchyolkovo)
Football Club Spartak Shchyolkovo - em russo, ФК «Спартак» Щёлково - é um clube de futebol russo fundado em 1991 na cidade de Schiolkovo. Atualmente disputa a Terceira Divisão Russa.
Chegou a ser extinto em 2009, devido a problemas financeiros, e foi refundado em 2015 para disputar novamente a Terceira Divisão. Manda seus jogos no Spartak Stadium, com capacidade para 5 mil lugares. As cores do clube são vermelho e branco.

## Jogadores famosos
- Dmitriy Khlestov
- Ivan Dyagolchenko
- Denis Knitel